# 60 Hz
60 Hz è il terzo album in studio del DJ italiano DJ Shocca, pubblicato l’11 marzo 2004 dalla Vibrarecords.

## Descrizione
DJ Shocca si occupa delle produzioni di questo disco mentre al microfono sono presenti Esa aka El Prez, Rivalcapone, Mistaman, Stokka & MadBuddy, Club Dogo, Nesli, Bassi Maestro, Tormento, Primo dei Cor Veleno, Frank Siciliano, ATPC, Rido, Inoki e Royal Mehdi, Shezan il Ragio, Danno e Masito Fresco dei Colle der Fomento.
L'album è composto da 21 tracce, di cui Intro ed Outro e 5 Skit curati dallo stesso DJ Shocca.

## Tracce
1. 60 Hz – 1:55
2. The Industry Don't Understand (feat. Esa aka El Prez & Rivalcapone) – 3:05
3. Adesso lo so (feat. Mistaman) – 3:28
4. Ghettoblaster (feat. Stokka & MadBuddy & DJ Double S) – 5:15
5. Uno – 0:36
6. Rendez vous col delirio (feat. Club Dogo) – 4:20
7. Dimmi che (feat. Nesli) – 3:52
8. Stupidi (feat. Bassi Maestro) – 3:39
9. Due – 0:32
10. Fotografie (feat. Tormento) – 3:25
11. Sempre grezzo (feat. Primo) – 3:33
12. Notte blu (feat. Frank Siciliano) – 3:44
13. Tre – 0:21
14. Ancora loro (feat. ATPC) – 3:39
15. Quattro – 0:40
16. Vedremo domani (feat. Rido & DJ Zeta) – 3:30
17. Bolo by Night (feat. Inoki & Royal Mehdi) – 3:53
18. Cinque (feat. Zonta) – 0:27
19. Bisturi (feat. Shezan il Ragio) – 3:43
20. Coltelli (feat. Danno & Masito) – 2:57
21. Fuori – 0:30